# Margaret Maruani
Margaret Maruani (* 25. Februar 1954 in Tunis; † 4. August 2022 in Valencia) war eine französische Soziologin. Sie war von 1992 bis 2018 directeur de recherche am Centre national de la recherche scientifique (CNRS). Ihr Schwerpunkt war die Genderforschung mit Bezug zum Arbeitsmarkt.

## Leben
Margaret Maruani wurde 1954 in der tunesischen Hauptstadt Tunis geboren. Ihr Vater war ein tunesischer Rechtsanwalt und ihre Mutter eine aus Deutschland stammende Deutschlehrerin. 1967 emigrierte die Familie nach Frankreich. Maruani studierte in Paris Germanistik und schloss mit dem akademischen Grad Maîtrise ab. Danach erlangte sie Diplome in Soziologie und Politikwissenschaft am Institut d’études politiques de Paris (IEP). 1978 wurde sie dort bei Jean-Daniel Reynaud im Fach Soziologie mit einer Dissertation über das Verhältnis von Gewerkschaften zum Feminismus promoviert. 1991 habilitierte sie sich am IEP.
Von 1978 bis 1987 war Maruani am Fachbereich Arbeitssoziologie des Conservatoire national des arts et métiers tätig. Anschließend war sie von 1987 bis 1991 Mitglied der interministeriellen Arbeitsgruppe der französischen Regierung zur Situation auf dem Arbeitsmarkt. 1992 wurde sie Forschungsdirektorin des Centre national de la recherche scientifique. Dort begründete und leitete sie bis 2015 die Forschungsgruppe MAGE („Marché du travail et genre“, dt. Arbeitsmarkt und Gender), die sich vergleichend mit Geschlechterspezifika von Arbeitsmärkten in ca. dreißig Ländern beschäftigt. Sie leitete zudem die Zeitschrift „Travail, Genre et Sociétés“ (dt. Arbeit, Geschlecht und Gesellschaften) von deren Gründung 1999 bis 2017. 2010 wurde ihr Bereich dem Centre de Recherche Sur les Liens Sociaux (CERLIS) angegliedert und MAGE zu einem internationalen und multidisziplinären Forschungsnetzwerk. 2018 wurde Maruani als CNRS-Forschungsdirektorin emeritiert.
Maruani lehrte an der Universität Genf, zunächst 2002 und 2003 als Gastprofessorin und von 2005 bis 2009 als ordentliche Professorin und Direktorin für Geschlechterforschung. Auf ihre Initiative hin entstand dort ein Masterstudiengang Gender Studies. Ab 2012 war sie wieder als Gastprofessorin an der Universität Genf tätig.
Von 1974 bis zur Scheidung 1983 war Maruani mit dem Manager Thierry Nicolaïdes verheiratet, mit dem sie 1979 eine Tochter bekam. 1997 heiratete sie den Politikwissenschaftler Henri Rey.

## Auszeichnungen (Auswahl)
- 1998: Ritter des Ordre national du Mérite[6]
- 2000: Helge-Pross-Preis[4]
- 2013: Ritter der Ehrenlegion[7]

## Schriften in deutscher Übersetzung (Auswahl)
- Die Lage der Frauen auf dem Arbeitsmarkt. Kommission der Europäischen Gemeinschaften, Brüssel, 1992.
- Neugierig auf Gender Studies. Chronos, 1999. ISBN 3-905313-32-4.
- Frauenarbeit – Männerarbeit: Neue Muster der Ungleichheit auf dem europäischen Arbeitsmarkt. Campus Verlag, 2001. ISBN 3-593-36391-7.
- Ein unvollendetes Projekt. Köppe, Köln, 2002. ISBN 3-89645-331-9.